# Chauncey Guy Suits
Chauncey Guy Suits, auch C. Guy Suits (* 12. März 1905 in Oshkosh, Wisconsin; † 14. August 1991 in Pilot Knob, New York) war ein US-amerikanischer Physiker und Forschungsdirektor von General Electric.

## Leben
Suits studierte bis 1927 an der University of Wisconsin–Madison und ging anschließend an die ETH Zürich, wo er 1929 mit einer Arbeit über Ventil-Voltmeter promoviert wurde. Nach seiner Rückkehr in die Vereinigten Staaten wurde er 1930 bei der General Electric Company (GE) Forschungsassistent von Albert W. Hull. Er blieb bis zu seiner Pensionierung im Jahr 1965 bei GE. 1940 wurde er Assistent des Forschungsdirektors (Director of Research), bevor er 1945 Vizedirektor des Konzerns sowie Forschungsdirektor wurde. Während des Zweiten Weltkrieges war er an Projekten der Radarforschung und Radarabwehr beteiligt. Für diese Arbeiten erhielt er später die Presidential Medal for Merit.
Suits forschte in den 1930er Jahren speziell zu Hochtemperatur-Plasmaphänomenen und Lichtbögen. Nach Ende des Zweiten Weltkrieges leitete er als Forschungsdirektor unter anderem Entwicklungsarbeiten zur Herstellung sehr harter Werkstoffe (Handelsname Borazon) und Industriediamanten, von Kunststoffen (Handelsnamen Lexan und Noryl) sowie energieeffizienter Lichtquellen. Er unterstützte des Engagement von GE beim Bau des Kernkraftwerks Columbia in Hanford.
Er war Inhaber von fast achtzig US-Patenten.
Neben anderen Auszeichnungen erhielt Suits 1962 die IRI Medal und 1974 den IEEE Frederik Philips Award.
1946 wurde er in die National Academy of Sciences und 1964 in die National Academy of Engineering aufgenommen, 1966 in die American Academy of Arts and Sciences. Seit 1951 war er Mitglied der American Philosophical Society.

## Schriften (Auswahl)
- C. G. Suits: Studies in non-linear circuits. In: Transactions of the American Institute of Electrical Engineers. Band 50, Nr. 2, 1931, S. 724–732, doi:10.1109/T-AIEE.1931.5055861.
- C. G. Suits, J. P. Hocker: Role of oxidation in arc cathodes. In: Physical Review. Band 53, Nr. 8, 1938, S. 670, doi:10.1103/PhysRev.53.670.
- C. G. Suits: High pressure arcs in common gases in free convection. In: Physical Review. Band 55, Nr. 6, 1939, S. 561–567, doi:10.1103/PhysRev.55.561.
- C. G. Suits: Seventy-five years of research in General Electric. In: Science. Band 118, Nr. 3069, 1953, S. 451–456, doi:10.1126/science.118.3069.451.
- C. G. Suits: Selectivity and timing in research. In: Research Management. Band 5, Nr. 6, 1962, S. 409–421, doi:10.1080/00345334.1962.11755621.
- C. G. Suits: Man-made diamonds – A progress report. In: Proceedings of the American Philosophical Society. Band 108, Nr. 5, 1964, S. 443–449.